# Gouvernement Asyut
Asyut (arabisch محافظة أسيوط Muhāfazat Asyūt, DMG Muḥāfaẓat Asyūṭ) ist ein Gouvernement in Ägypten mit 4.383.289 Einwohnern und liegt in Mittelägypten.
Es wird im Norden vom Gouvernement al-Minya, im Osten vom Gouvernement Rotes Meer, im Süden vom Gouvernement Sauhadsch und im Westen vom Gouvernement al-Wadi al-dschadid begrenzt. Der Ostteil des Gouvernements erstreckt sich bis in die Arabische Wüste. Das Verwaltungszentrum ist Asyut.

## Orte
Im Gouvernement Asyūṭ gibt es elf Städte, die gleichzeitig Verwaltungszentren der gleichnamigen Bezirke sind:
- Asyut (arab. أسيوط, Asyūṭ)
- Dairut (arab. ديروط, Dairūṭ)
- al-Qusiyya (arab. القوصية, al-Qūṣīya)
- Manfalut (arab. منفلوط, Manfalūṭ)
- Abu Tig (auch Abutig, arab. ابو تيج, Abū Tīǧ)
- Sidfa (auch Sedfa, arab. صدفا, Ṣidfā)
- el-Ghanayim (arab. الغنايم, al-Ghanāyīm)
- Abnob (arab. أبنوب, Abnūb)
- al-Fatih (auch el-Fatih, arab. الفتح, al-Fatiḥ)
- Sahil Salim (auch Sahil Saleem, arab. ساحل سليم, Sāḥil Salīm)
- al-Badari (arab. البداري, al-Badārī)